# 広済寺 (日置市)
広済寺（こうさいじ）は、かつて薩摩国日置郡伊集院郷郡村に存在した臨済宗の寺院である。「廣済寺」とも記されている。山号は「泰定山」。

## 沿革

### 創建
伊集院忠国の7男・南仲景周は、京都の南禅寺で学び故郷へ帰ってきた。貞治2年（1363年）、忠国は伊集院の古城村に寺院・「古城山円勝寺」を建立し、南仲は円勝寺を開山した。その際に南仲は、師匠であり南禅寺における「規庵祖円」の法を継いでいた南禅寺19代住職・蒙山智明に、円勝寺へ仏のおいでを願う開山として就任してもらい、自らはそれに次ぐ住職という位置づけに置くことで、寺格としては南禅寺における諸山の寺でありつつ、五山を超え日本の禅寺の中で一番高い格式をもつ南禅寺の直末寺という、高い寺格を誇った。また、南仲は伊集院町寺脇の横手山円福寺も相続している。貞治2年（1363年）5月6日には、忠国、息子・伊集院久氏、孫・伊集院頼久が、円勝寺に水田などを寄附している。貞治5年（1366年）に亡くなった蒙山が、死後に泰定広済禅師の称号を朝廷から贈られたことにちなみ、「泰定山広済寺」と改名。応安6年（1373年）8月17日の『廣済寺文書』には、南仲が円勝寺を広済寺と既に改名していたことが書かれている。
南仲は、現在の徳重神社から東100mあたりにある伊集院町郡の地に寺を建てたいと念じるも、後ろの山が険しく、前には大きな池があり狭い敷地だったために、山を削り池を埋め境内にしようとするも遅々として作業が進まないでいたところ、ある日に大雨が一晩中降り続き、山鳴り谷が響いて山崩れで池が埋まり、広い平地ができた。そのことから仏に感謝し、応永5年（1398年）4月13日に広済寺は古城から郡の地に移され、頼久らの寄進によって堂塔伽藍が建設された。この寺は、各地から多くの学才が集まり繁栄した「学問寺」としても有名で、南仲の弟・石屋真梁も若い項には小僧として兄の下、この寺で勉学や修行に励み、後に妙円寺の開山となった。広済寺は、地元の人々の間では鹿児島弁ならではの呼び方で「コセ寺」と呼ばれていた。本尊は二尺四寸五分の釈迦如来坐像。脇侍は、一尺四寸の普賢菩薩坐像と文殊菩薩坐像。本尊と脇侍は仏師の「大蔵法眼」作。広済寺は七堂伽藍の大寺院であり、鹿児島県内は島津氏が帰依した曹洞宗の寺院が多かったが、南薩には広済寺の末寺となった臨済宗の寺も多かった。
応永28年（1421年）12月19日、南仲は97歳で亡くなるが、その後も第2代住職・桃隠宋悟、第3代住職・海樵真超、第4代住職・玉圃英種と、南禅寺で修行した僧が住職となった。第5代住職には、島津忠国の9男で、島津立久を兄に持つ湖月英功が就任し名僧と称賛され、第6代住職は南禅寺で修行した僧の天沢佐津が就任した。

### 繁栄
宝徳2年（1450年）、強力に保護していた伊集院煕久の没落により一時衰退したが、島津氏の家臣で町田氏16代・町田忠栄（）の次男として大永2年（1522年）4月28日に石谷で生れ、幼名を助三郎と呼ばれ、南禅寺、相国寺、建仁寺で学んだ僧の雪岑津興（）が、天文9年（1540年）に島津貴久の命により19歳で第7代住職に就任。雪岑は、詩文にも優れている博識の学僧として有名な名僧であり、薩摩、大隈、日向の僧録となり、この頃の広済寺の寺格を南禅寺における十刹の官寺に押し上げ、七堂伽藍を有する霊山として繁栄させたと『三国名勝図会』に記されており、薩摩における南禅寺派の総元締めのような役割を担ったことが示されている。また、焼失以前には寺領が730石あったことや、広済寺で島津義久が詩歌の会を催したことも記されており、『伊集院由緒記』には、その会で雪岑が作った漢詩が記されている。その後、建仁寺で学んだ景渭津勝が第8代住職に就任したが、永禄10年（1567年）12月、45歳で雪岑が再び広済寺の住職に任命される。
永禄11年（1568年）初夏、加世田の片浦に漂流した琉球国宮古島の船を、島津忠良は琉球に送還する。翌年、これに感謝して琉球の尚元王は使者の僧・建長寺月泉に黄金30両、香料、絹織物、砂糖、上等の酒、薬などを届けさせ、琉球国の三司官からも、使者の僧・天龍寺を島津氏の家老たちに遣わした。貴久は琉球との商業取引に関して、全権大使として雪岑を琉球に遣わすことを決定。自分は隠退して守護職は長男・義久に譲ったことや、琉球からの使者の僧のことへの感謝を書状に記し、義久も友好を深めよういう尚元王宛ての書状を記す。また、家老たちから三司官に宛ててそれぞれ、こちらからの船で薩摩の許可証を持たない者は取り締まるよう依頼する書状を記す。
雪岑は琉球渡航に先立ち、雪岑の生まれた石谷にも近く桂庵玄樹の弟子であった広済寺第4代住職・玉圃が開山の「瑞雲山善福寺」、城之河内の「宝聚寺」、市来院の「水月寺」という、広済寺の末寺だったが廃寺になってしまっていた3つの寺を、広済寺の末寺として復興したいと義久に懇願して、永禄13年（1570年）1月11日に義久から寄付された。ちなみに、北は阿久根市から南は三島村まで末寺を持っており、海印寺、正龍寺、大通寺、仏母山多宝寺、青峰山天徳寺、小緑山西福寺、瑞雲山法泉寺、太平山安国寺、天徳山臨江寺、蓮花寺、法寿寺なども広済寺の末寺であった。ちなみに、吉富山大乗寺は、島津貴久の妻・雪窓（）夫人が広済寺の末寺として建立したが、文禄4年（1595年）、島津歳久の冥福を祈るため島津常久が再興して日置島津家の菩提寺にしたおりに、法城山龍雲寺の末寺となった。
渡航の前に雪岑は、「穂満（）神社」、「山王神社」、「伊勢大神宮」、「正八幡宮」、「稲荷大明神」の5つの神社に願をかけ、義久の命で永禄13年（1570年）3月27日に、貴久や義久などの書状を携え鹿児島を出航。琉球と折衝し大役を果たして、尚元王から託された義久宛ての手紙を携え、元亀元年（1570年）7月14日、鹿児島に帰国。その功績から、褒美として新たに与えられた100石を雪岑は善福寺の再興に注ぎ込み、復興した善福寺には宝満竈門神社における祭神の霊を分かち祭って善福寺の鎮守社として、藩主に御目見できるほど格式ある寺となり、雪岑が隠居する寺となった。
元亀元年（1570年）、雪岑は再び琉球へ使者として遣わされるが、琉球側は雪岑たち使者に対して無礼な態度を行い、雪岑は怒り帰国。元亀2年（1571年）には、尚元王が自ら軍を率いて奄美大島で起きた反乱を平定するが、元亀3年（1572年）4月に尚元王は亡くなる。無礼の詳細について雪岑からの報告を受けた島津側の家臣・川上忠克、伊集院忠棟らは、天正2年（1574年）9月25日付けで琉球の圓覚寺住職を通じ、使者への応対に対する苦情を書いた書を琉球へ送り問いただした。その間、雪岑は交渉を有利に展開するため、島津側の外交顧問のような立場となり様々な進言をした。天正3年（1575年）3月、尚永王は使者を遣わし非を認め謝罪して、修好は再び回復。慶長13年（1608年）、島津家久の指示により、雪岑は大慈寺の住職・竜雲を伴い琉球との交渉に当たるが、琉球側は雪岑たちに罵詈雑言を浴びせ交渉は決裂。慶長14年（1609年）2月、徳川家康の力添えで、大将・樺山久高、副将・平田増宗が約3千の軍勢を率いて、軍船で琉球侵攻を開始。首里城を攻め落とし捕らえた尚寧王を伴い、同年5月15日に鹿児島へ出航。義久の意向で尚寧王は、広済寺の末寺で雪岑が兼任していた、伊集院町大田にあった報恩寺に数日間滞在する。報恩寺はこのことから「王居の地」と義久に呼ばれた。家康や徳川秀忠に謁見するため、藩主・島津忠恒と共に江戸へ向かった尚寧王の護衛役も、雪岑は務めた。
「上井覚兼日記」には天正14年（1586年）2月14日に「伊集院広済寺雪岑和尚、肥州合志之安国寺被給」と書かれている。雪岑は、カンボジア国王への外交文書の草案も書きおこしたこともあり、甥である大徳寺第140代住職・蘭叔宗秀（）を通して、京都との人脈も築いていた。
慶長6年（1601年）5月18日、善福寺において雪岑は80歳で亡くなる。遺言によって雪岑は円福寺に葬られた。雪岑は善福寺の次の住職として弟子の永果を選んだが、雪岑が亡くなると永果は自分の甥に100石を譲ってしまい、約100石あった善福寺は江戸時代中期には寺領が2石しかない藁葺の小さな寺になってしまった。

### 寺の焼失
慶長（1605年）10年5月から就任した第9代住職・剛外は、東福寺における境内の北にある龍眠庵の住職も兼任していたが、慶長18年（1613年）6月10日、大火が起こり七堂伽藍をはじめ、文言、宝物などを全てを焼失。以後、約42年間に渡り住職も不在となり、伊集院忠国以下、伊集院氏代々の城主の墓も、寺が荒れた頃に円福寺へ移された。その後は、報恩寺住職・咲翁が看司という役職で正保2年（1645年）から承応2年（1653年）まで兼任。明暦元年（1655年）、多宝寺の住職・仁室により伽藍が復興され、仁室が第13代住職に任命され再興。報恩寺の住職による協力も受け、延宝には本格的な再興を遂げる。
正徳2年（1712年）、第14代住職・達道守賢は、2度にわたり寺のために鹿児島高100石を購入するが認可されず、石高は預りになる。第17代住職・関宗玄察の代になると、預り分の100石に加え、宝暦9年（1760年）7月には新たに100石寄進され、焼失以前に730石あった寺領は、233石まで戻った。

### 廃仏毀釈以降
明治2年（1869年）、廃仏毀釈により廃寺となり、跡地は墓地となった。西南戦争の際には、この場所でも薩摩の志士が集団自決をしたという。現在、跡地の墓地には隣に鹿児島県立伊集院高等学校が建てられており、案内看板が建てられている入口には阿形（）の仁王像がある。この仁王像について妙円寺61代住職・伊藤憲一は自身のウェブサイトで、これは広済寺の仁王像ではなく、妙円寺にある2体の仁王像こそが廃仏毀釈のときに広済寺から運び出されたものと主張していた。他に、本堂の鬼瓦も残っている。入口近くの墓地には、海軍中将・有馬正文の墓や、第14代住職・義海の墓、六地蔵塔などがあり、道をさらに奥へと進み一段高くなった場所には、第17代住職・関宗や、第20代住職・有山玄怒など歴代住職の墓や、明治16年（1883年）6月24日に亡くなった善福寺最後の住職・悟山大道の墓が残されている。
『三国名勝図会』の広済寺には、前門の内側に日吉山王をまつる鎮守社「熊野神社」が、通用門の内側には「地蔵堂」が描かれている。この熊野神社は、廃仏毀釈に伴う神仏分離により広済寺が廃寺となった後も存在しており、広済寺跡の墓地側にある鹿児島県立伊集院高等学校の脇から入れる、車も入れない細い小道を奥に行った、伊集院高校のグラウンドに隣接した場所に、こぢんまりと存在している。熊野神社は現在、地元の者たちによる寄付により改築された社が建っており、上部に掲げられた扁額には、「熊野権現、日吉山王、三寶荒神」と書かれており、鳥居の手前にある門柱には、「無格社　熊野神社」と記載されている。熊野神社は「五郎八神社」とも呼ばれており、伊集院高校では体育祭で、花咲かじいさんのメロディに乗せ「ごろはち神社に願かけて、どちらが勝つかと聞いたれば、我ら〇軍、勝ち、勝ち、勝ち勝ち」という応援歌を歌っている。五郎八神社の由来は、学生からツバキの実が美味いとからかわれ食べるような、少し頭が弱い「ごろはち」という若者が戦前に周囲をぶらついており、ちょくちょく熊野神社にお供えしてある団子を食べに現れたからと風聞されている。
ちなみに、広済寺については『伊集院郷土誌』にも詳細が記載されている。伊集院駅北口から日置市伊集院総合体育館までの通りは「駅東口線」という通り名があったが、新たに正式名称を公募で行い、新たな伊集院駅舎における橋上改札口と、北口から南口まで繋がる通路が平成27年（2015年）6月6日に仮オープンしたのに合わせ、同月に「広済寺通り」となった。

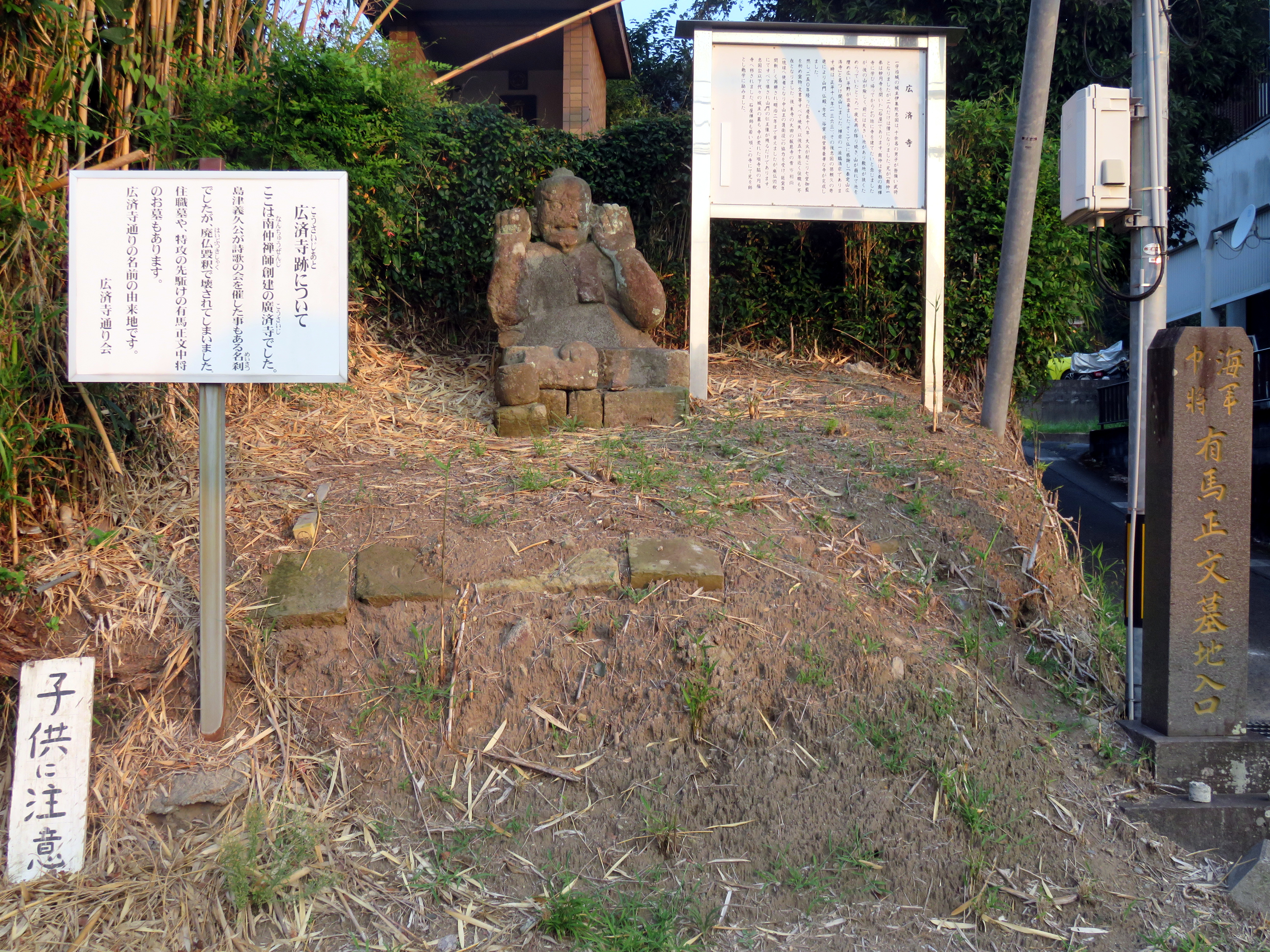
広済寺跡の仁王像
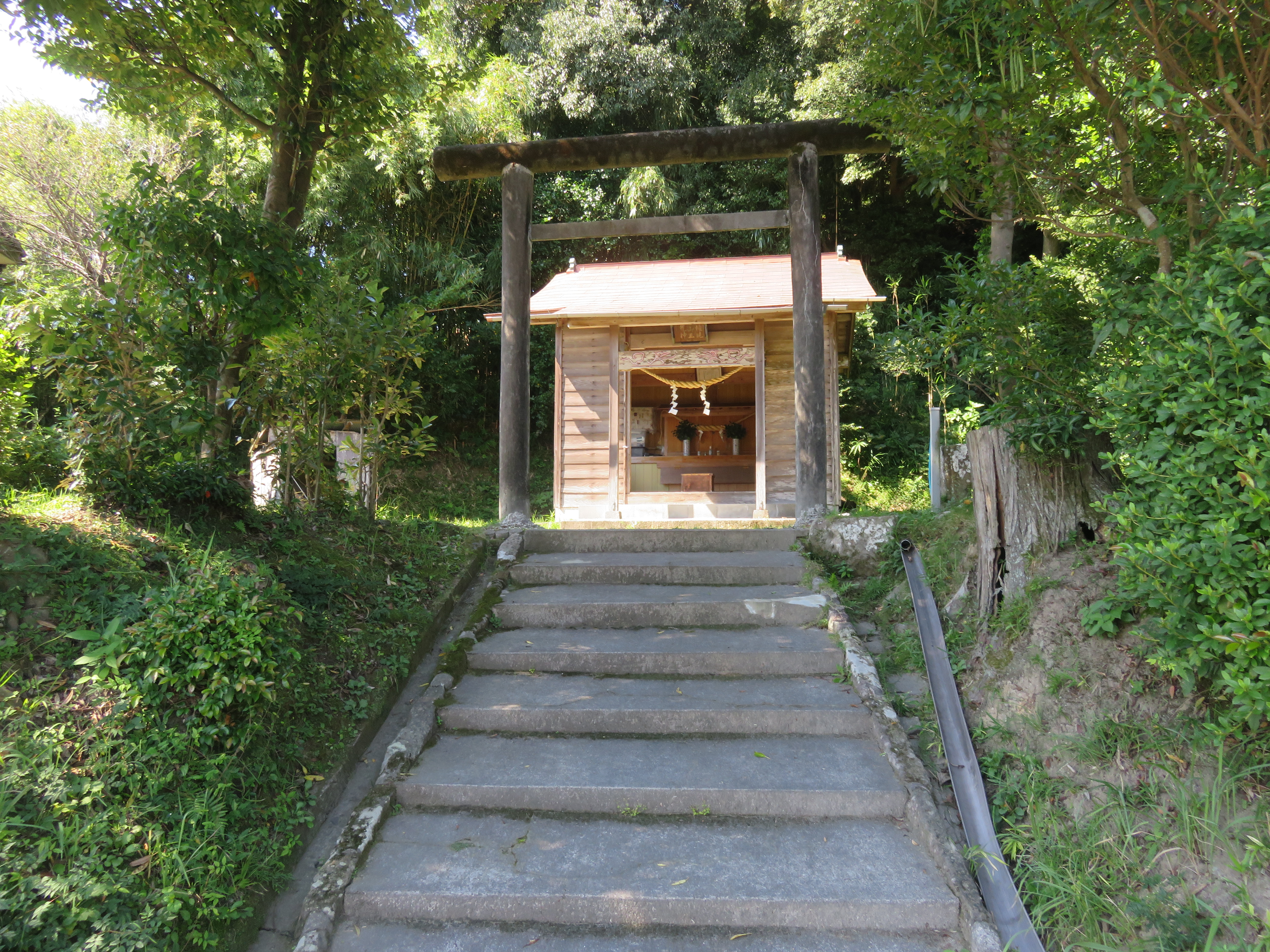
伊集院高校に隣接する熊野神社
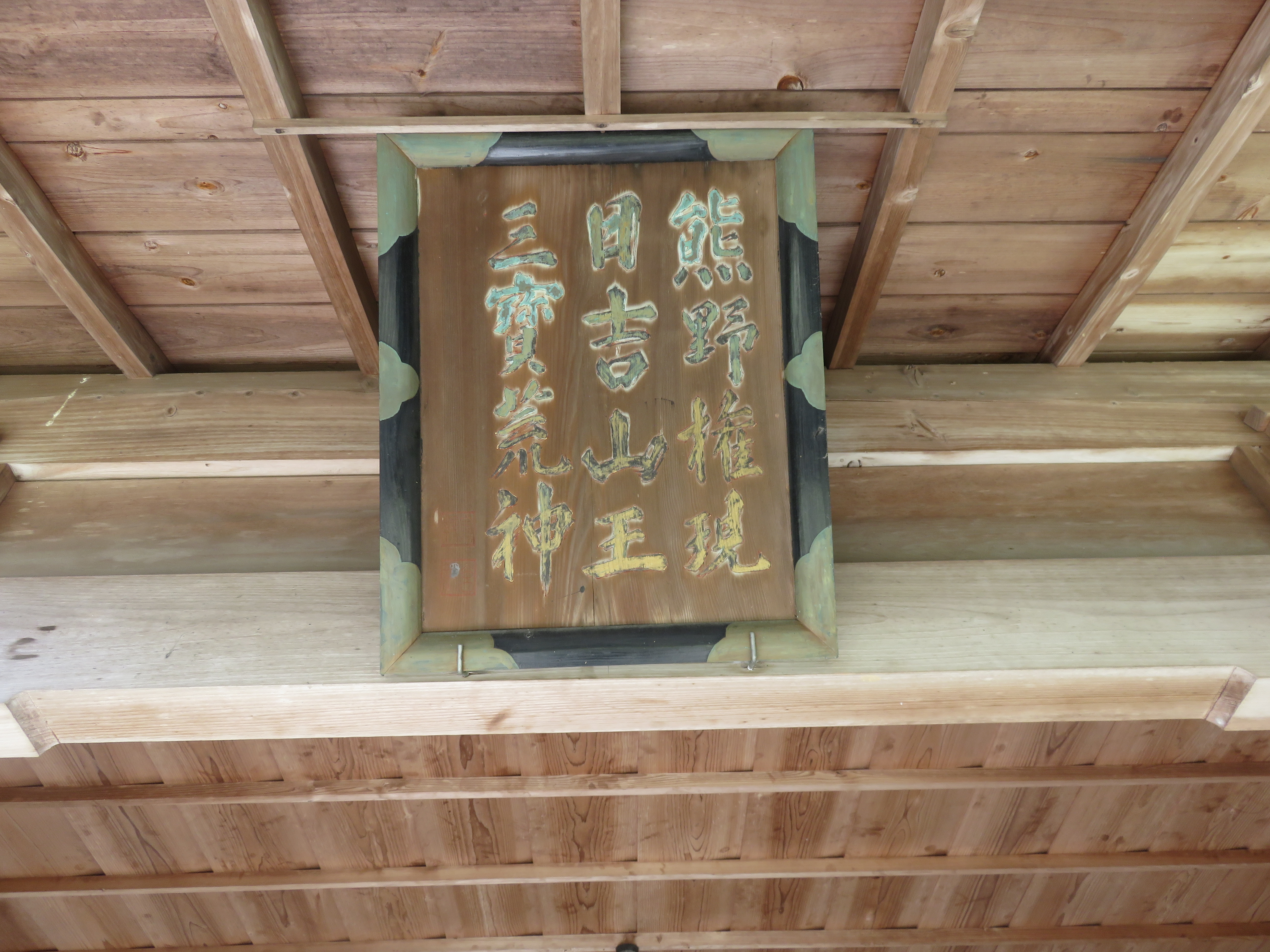
広済寺跡の熊野神社の扁額
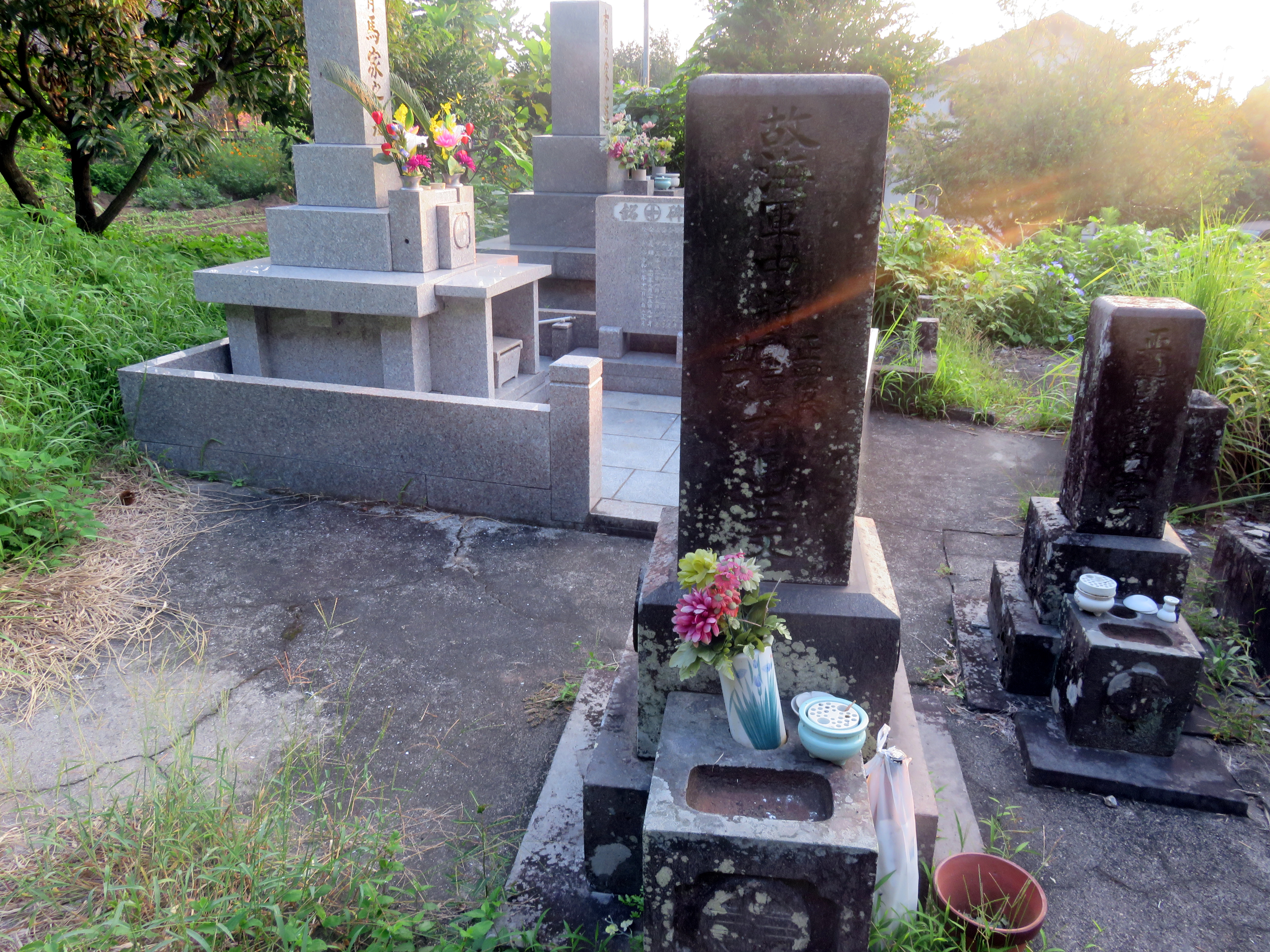
有馬正文の墓
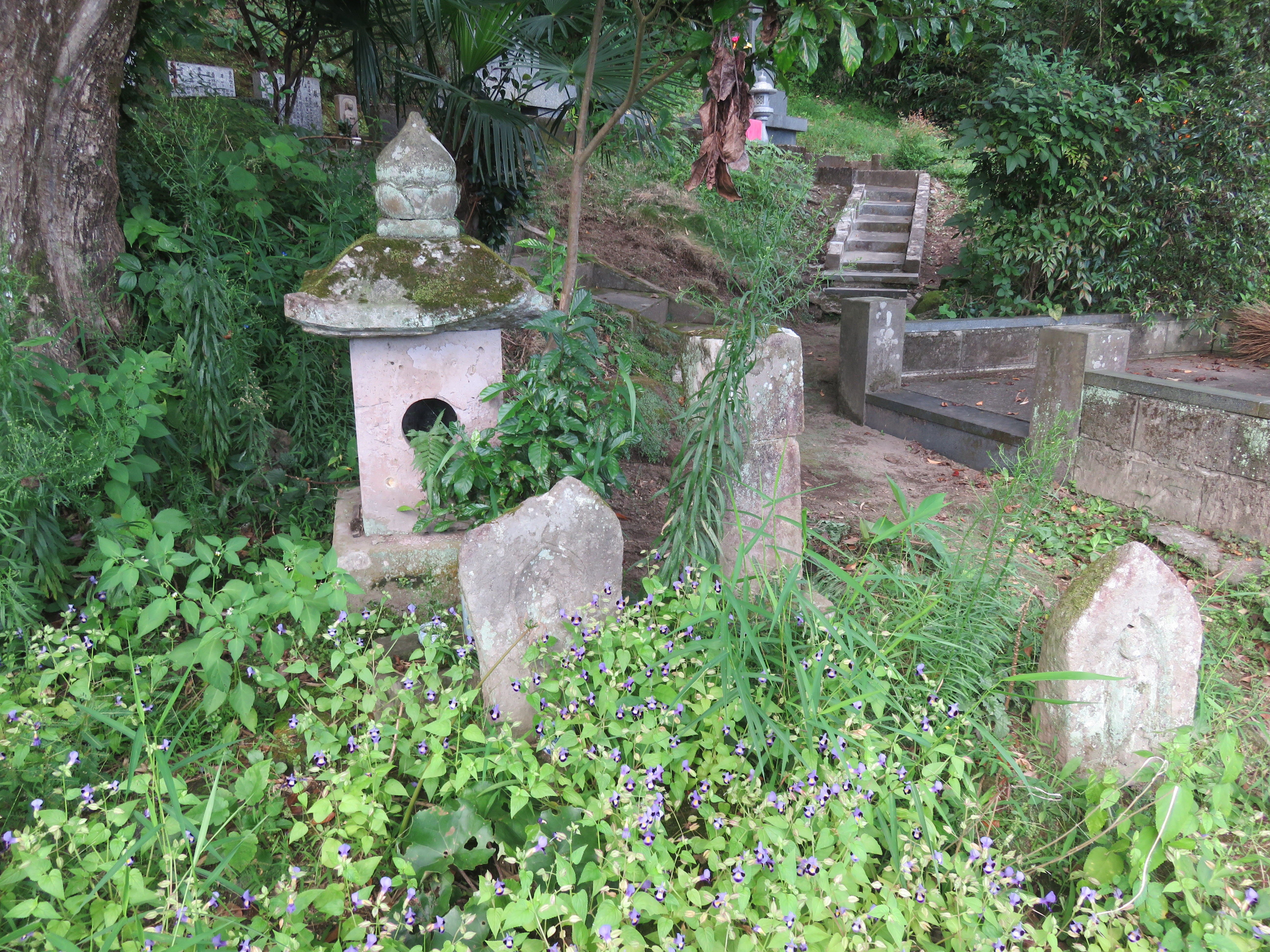
広済寺 第14代住職の墓
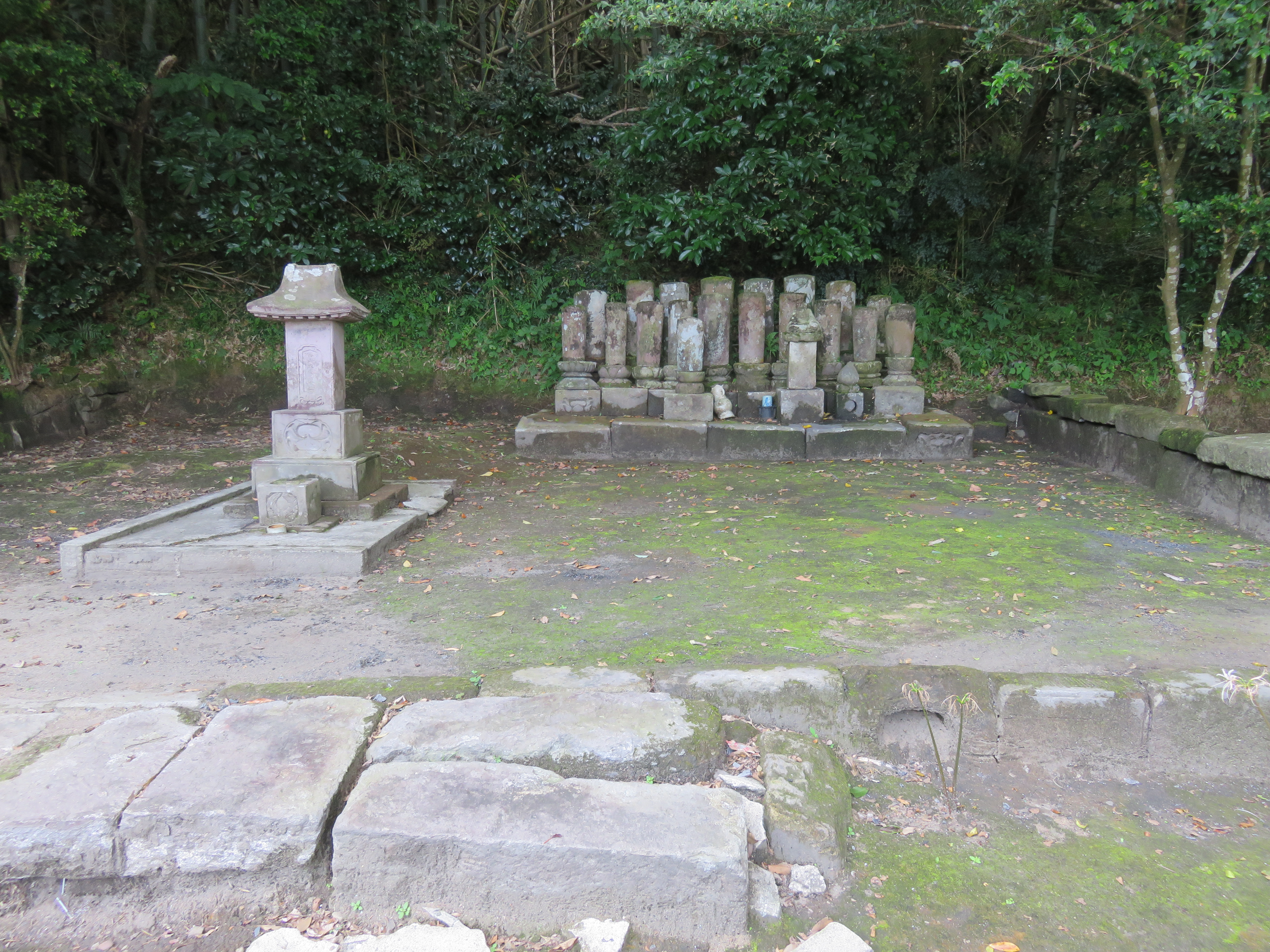
広済寺 歴代住職と 善福寺 最後の住職の墓

## 境内
正平18年（1363年）、頼久により、山門、仏殿、方丈、浴室、経堂などが寄進され、豪華な寺院が完成。応永5年（1398年）4月13日、仏殿が建立されて以降、七堂伽藍を有するようになる。三国名勝図会に描かれている相関図によると、かつて境内には「地蔵堂」、日吉山王を祀っていた「鎮守堂」、住職・月洲が開山した境内寺院であり、阿弥陀如来が本尊の「瑞雲山報恩寺」、月洲が開山した境内寺院であり、如意輪観音が本尊の「収得軒」が存在していた。